# Prošt
Prošt (lat. praepositus; predstojnik), je predstojnik kapitlja, tudi naslov za predstojnika pomembne župnije.
Prošt je bil sprva v rimskokatoliški Cerkvi opatov namestnik, potem pa je postal tudi naslov za cerkvenega dostojanstvenika, navadno tistega, ki navzven zastopa kapitelj, to je zbor duhovnikov ali redovnikov v stolni ali kaki drugi odličnejši župniji (na Slovenskem zgodovinsko: Novo mesto - do ustanovitve škofije, Metlika, Ptuj...)
V evangeličanski Cerkvi je prošt vodilni duhovnik, ki opravlja različne funkcije, ta naziv pa se uporablja predvsem v skandinavskih in severnonemških deželnih Cerkvah.